# 儀徳天満宮
儀徳天満宮（ぎとくてんまんぐう、旧字体:儀德天滿宮）は、佐賀県鳥栖市儀徳町（旧 肥前國養父郡儀德村）にある神社。地元の人々からは「儀徳天神さん」と愛称で呼ばれる。

## 歴史
京都の北野天満宮より勧請を受けたことは、ほぼ確定であるが、創建された年代は1700年（元禄13年）説と1649年（慶安2年）説がある。文献上には1649年（慶安2年）に「天満社」と記されているが、本殿前にある最古の石灯篭には1700年（元禄13年）と記されており、実際に創建された年代は不明である。なお、儀徳町側は1700年（元禄13年）創建説を採用している。

## 祭神
- 菅原道真（すがわらの みちざね、旧字体:菅原道眞）
- 島田宣来子（しまだ のぶきこ、旧字体:島田 宣來子）

太宰府天満宮の場合、島田宣来子は本殿とは別の楓社に祀られているが、儀徳天満宮は本殿に菅原道真と一緒に祀られる。

## 氏子区域
氏子区域は、儀徳町、西田町、前田町（儀徳団地）である。
西田町、前田町（儀徳団地）は、元々儀徳町であったが、人口増加により西田町、前田町（儀徳団地）と儀徳町から独立し、1つの町となった。

## 神仏習合
境内には、観世音安置堂（かんぜおんあんちどう）や石製の三重塔があり、神仏習合時代の建物が多く残る。

## 狂言
昭和期までは、境内の狂言堂で狂言が行われていた。神楽や能が奉納される神社は多いが、狂言を奉納する神社は全国的にも珍しい。現在、狂言は行われていないものの、狂言堂は残っている。

## 相撲
昔は狂言のほかに、町内の子供たちが奉納相撲を行っていた。

## つと
祭礼の際に、赤飯やおにぎりを稲藁で包んだものを「つと」といい、それをお供えする風習がある。「つと」は3つ作られ、1つは神社（神前）に供え、残り2つは各組（班）の組長（班長）と来年の組長（班長）に渡される。

## 儀徳天神さんの唄
儀徳町には「儀徳天神さんの唄」という儀徳天満宮のことを謳った民謡がある。この唄がいつ頃作られたか、作詞作曲は不詳である。歌詞は下記の通りである。

儂(わし)がナー儂(わし)が育ちは
儀徳天神さんの氏(うじ)の子よソレ
春はナー梅に鶯(うぐいす)
チョイと来て鳴きますホウホケキョ
サテ花見酒

儂(わし)がナー儂(わし)が育ちは
儀徳天神さんの氏(うじ)の子よソレ
夏はナー田植え田の草
菅笠(すげがさ)鉢巻(はちまき)頬被(ほおかむ)り
サテ祇園さん

儂(わし)がナー儂(わし)が育ちは
儀徳天神さんの氏(うじ)の子よソレ
秋はナー稲の刈取り
嬉しや積み込む米の山
サテ満作じゃ

儂(わし)がナー儂(わし)が育ちは
儀徳天神さんの氏(うじ)の子よソレ
冬はナー冬は雪降る
降る雪積れば年もゆく
サテ餅の音